# سيفيات الأسنان المزيفة
سيفيات الأسنان المزيفة هي قبيلة منقرضة من ذات الأسنان السيفية وسنور سيفي الأسنان التي عاشت في إفريقيا وآسيا وأوروبا وأمريكا الشمالية من الميوسين إلى العصر البليستسوين.
أشهرها سيفيات الأسنان المزيفة هي قط رهيب و Metailurus. كان سيفيات الأسنان المزيفة أنياب أطول من القطط الجديدة، ولكن أصغر من السنوريات سيفية الأسنان الحقيقية. كانت الأسنان أيضًا مخروطية الشكل أكثر من كونها مسطّحة ، ما يسمى «ذو أسنان مسنّنة» ، لها أنياب علوية واسعة وممدودة بشكل خفيف. مثل معظم القطط المنقرضة ، فإن غالبية الأنواع في Metailurini معروفة في المقام الأول من شظايا.  ومع ذلك ، فإن الموقف المنهجي والتصنيف لهذه المخلوقات أصبح مقبولًا الآن كأعضاء حقيقيين لفيليدا وينحدرون من سنور زائف و Pseudaelurus. من السنوريات، كانوا يعتبرون تقليديا ينتمون إلى ذات الأسنان السيفية، على الرغم من أن البعض قد اقترح في الماضي وجود علاقة مع النمرية، فإن جميع تحليلات علم الجينات تدعم التصنيف السابق، ولكن قد لا يتم دعم من تصنيف نفسه.